# La Multiple Splendeur
La Multiple splendeur est un recueil de poèmes d'Émile Verhaeren paru en 1906.
Il est considéré comme l'un des meilleurs recueils du poète belge.

## Liste des poèmes
1. Le Monde
2. Le Verbe
3. Les vieux empires[2]
4. À la gloire des cieux
5. Les mages
6. Les penseurs
7. À la gloire du vent
8. Les rêves
9. Les élus
10. Les souffrances
11. Autour de ma maison
12. L'Arbre
13. L'Effort
14. L'Europe
15. La Conquête
16. La mort
17. La Joie
18. La ferveur
19. La Louange du corps humain
20. La Vie
21. Plus loin que les gares, le soir
22. Les Trains